# FK Budućnost Podgorica
FK Budućnost Podgorica je nogometni klub iz Podgorice, osnovan 1925. godine.
Najveće uspjehe doživio je za vrijeme SFRJ, kada je dva puta igrao finale jugoslavenskog kupa, u sezonama 1964./65. i 1976./77. Najpoznatiji igrači iz Budućnosti bili su Predrag Mijatović, Dejan Savićević i Branko Brnović, koji su imali izvanredne karijere tijekom 1990-ih.
Godine 2005. klub je sudjelovao u Intertoto kupu, gdje se između ostalih sastao s Bayer Leverkusenom i Deportivom.
Budućnost Podgorica osim nogometne također ima košarkašu, rukometašku i odbojkašku ekipu pod istim rukovodstvom.

## Vanjske poveznice
- Službena stranica